# パウル・ラムドール
パウル・ラムドール（Paul Ramdohr または Paul A. Ramdohr、1890年1月1日 - 1985年3月8日）は、ドイツの鉱物学者である。鉱物の顕微鏡研究および、石質隕石の研究をおこなった。

## 経歴
バーデン＝ヴュルテンベルク州Überlingen に生まれた。ハイデルベルク大学で学んだ後、ゲッティンゲン大学で博士号を得た。1926年にアーヘン工科大学 (University of Aachen) の鉱物学、岩石学の教授となり、1934年からベルリン大学、1951年からハイデルベルク大学の鉱物学の教授を務めた。1936年から1947年の間ドイツ鉱物学会の会長を務めた。
ハイデルベルクのマックス・プランク核物理研究所で石質隕石の分析をおこない、いくつかの新鉱物を発見し、隕石に関する著書を執筆した。

## 受賞歴
- 1962年: ローブリング・メダル（アメリカ鉱物学会）
- 1970年: ゲオルク・アグリコラ・メダル（ドイツ鉱山冶金学会）
- 1978年: R.A.F.ペンローズ金メダル (R.A.F. Penrose Gold Medal)（国際資源地質学会）
- 1979年: レオナード・メダル（国際隕石学会）

## 著書
- 1926年： Kristallographie、Willy Bruhnsと共著
- 1931年-1934年： Lehrbuch der Erzmikroskopie Vols. 1 und 2, Hans Schneiderhohnと共著
- 1936年： Lehrbuch der Mineralogie Friedrich Klockmannと共著
- 1924年： Beobachtungen an opaken Erzen
- 1928年： Uber den Mineralbestand und die Strukturen der Erze des Rammelbergs
- 1948年： Lehrbuch der Mineralogie  Klockmannと共著
- 1950年： Die Erzmineralien und ihre Verwachsungen
- 1954年： Lehrbuch der Mineralogie  Klockmannと共著
- 1955年： Petrografie
- 1965年： Kristallographie
- 1969年： The ore minerals and their intergrowth
- 1973年： The opaque minerals in stony meteorites
- 1975年： Die Erzmineralien und ihre Verwachsungen
- 1978年： Lehrbuch der Mineralogie  Klockmann 、Karl Hugo Strunzと共著
- 1980年： The ore minerals and their intergrowth